# باين (تشيلي)
باين هي بلدية وبلدة تقع جنوب سانتياغو عاصمة تشيلي، وتتبع إداريًا إقليم سانتياغو متروبوليتان، ضمن مقاطعة مايبو، تشتهر بطابعها الزراعي والريفي، وتُعد من المناطق التي تجمع بين الحياة القروية القريبة من المدينة، والمناظر الطبيعية الجذابة.

تعرف باين بإنتاجها الزراعي وخاصة العنب والخوخ، وتُعتبر وجهة مفضلة للباحثين عن الهدوء خارج صخب العاصمة، كما تضم مساحات خضراء واسعة، ومهرجانات محلية، وأسواقًا تقليدية.
تحدها بلديات مثل بوينتي ألتو شمالاً، وبوينتي نويفو وألتو بيوبيو من جهات أخرى.